# Arcelor
Arcelor S.A. — до 2006 года — одна из крупнейших сталелитейных компаний в мире. Была зарегистрирована в Люксембурге. Общая численность занятых составляла 94000 человек.
Компания была создана в 2001 году путём слияния испанской Aceralia, французской Usinor и люксембургской Arbed. В 2006 году, слившись с Mittal Steel, образовала компанию ArcelorMittal — крупнейшую металлургическую компанию мира.

## Собственники и руководство
На начало 2006 года 81,5 % акций компании находилось в свободном обращении, 4,2 % — на балансе самой Arcelor, 5,62 % принадлежали Люксембургу, 3,55 % — испанской J.M.A.C. B.V. (Aristrain), 3,21 % — региону Валлония (Бельгия), 1,94 % — работникам Arcelor.

### Arcelor, Mittal Steel и «Северсталь»
26 мая 2006 года Arcelor заявила о своём слиянии с российской металлургической компанией «Северсталь». В результате сделки владелец «Северстали» Алексей Мордашов должен был получить 295 млн вновь выпущенных акций Arcelor, что эквивалентно 32 % уставного капитала объединённой компании. Эта доля оценена в 12,98 млрд. евро. Взамен Arcelor получил бы от Мордашова все принадлежащие ему акции «Северстали» (82 %), включая Severstal North America, горнодобывающие активы и долю в итальянской меткомпании Lucchini. Кроме того, Мордашов должен был бы доплатить 1,25 млрд евро денежными средствами. По первоначальному замыслу, данная сделка должна была помешать планам недружественного поглощения Arcelor со стороны компании Mittal Steel.
Слияние Arcelor и «Северстали» могло бы привести к созданию крупнейшей металлургической компании в мире с ежегодным объёмом продаж 46 млрд евро, EBITDA на уровне 9 млрд евро и производством в размере 70 млн т. в год. Также это могла бы быть крупнейшая сделка российского бизнеса за рубежом.
Тем не менее, 25 июня 2006 года Arcelor и Mittal Steel договорились об объединении, хотя до этого предложение Mittal в Arcelor считали враждебным. Сделка оценивается в 26,9 млрд евро ($33,7 млрд.), семья Миттала в Mittal Arcelor получит 43,6 %.
В итоге 30 июня 2006 года собрание акционеров Arcelor высказалось против предложения «Северстали», одобрив таким образом предложение Mittal Steel.

## Деятельность
Основные производственные мощности Arcelor находились во Франции.
За девять месяцев 2005 года выручка составила $29,7 млрд, чистая прибыль — $3,19 млрд.